# Elymnias infernalis
Elymnias infernalis är en fjärilsart som beskrevs av Hans Fruhstorfer 1914. Elymnias infernalis ingår i släktet Elymnias och familjen praktfjärilar. Inga underarter finns listade i Catalogue of Life.